# Gratianus (jurist)

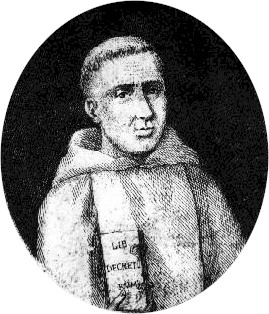
Gratianus

Gratianus, ibland felaktigt Franciscus Gratianus, Johannes Gratianus, eller Giovanni Graziano, var en jurist som levde under 1100-talet i Bologna. Datum och plats för hans födelse och död är okända.
Sedan 1000-talet var Bologna centrum för rättsvetenskapen och framför allt kanonisk rätt, efter att Corpus Juris Civilis återupptäcktes i Västeuropa. Ytterst litet är känt om Gratianus liv. Under lång tid förmodades han ha varit född under slutet av 1000-talet i Chiusi i Toscana. Han sades ha varit munk i Camaldoli samt ha undervisat vid St. Felixklostret i Bologna, och ha vigt sitt liv åt kanonisk rätt. Senare forskning har inte funnit belägg för dessa uppgifter.
Gratianus sammanställning Concordia discordantium canonum, senare känt som Decretum, var ett försök med tidig skolastisk metod att lösa motsägelser från tidigare århundradens kanon. Gratianus citerade auktoriteter som Bibeln, påvliga uttalanden och konciliers fördrag, kyrkofäderna, och sekulära rättskällor, för att sammanställa en enhetlig lag. Hans sammanställning måste ha blivit färdig någon gång efter Andra Laterankonciliet, som den citerar. Något omarbetad ingår den i Corpus Iuris Canonici. Decretum blev standarverket som läromedel i kanonisk rätt i hela Europa, men fick aldrig ett officiellt erkännande från pontifikatet. Först med Codex Iuris Canonici från 1917 kom den ur bruk.